# Премія Олівера Баклі
Пре́мія О́лівера Ба́клі (англ. Oliver E. Buckley Condensed Matter Prize) — наукова нагорода Американського фізичного товариства за здобутки в галузі фізики конденсованих середовищ.
Заснування премії у 1952 році було профінансоване компанією «AT&T Bell Laboratories» (нині Bell Labs у складі Alcatel-Lucent) і спонсорується спільно з HTC-VIA Group як засіб визнання видатної наукової роботи. Названа в честь лауреата медалі Едісона Олівера Баклі, що будучи президентом «Bell Labs», відіграв значну роль у її розвитку.
Нагородження проводиться з 1953 року. Нагорода включає сертифікат і 20 тисяч доларів США.
Серед нагороджених є 17 лауреатів Нобелівської премії.

## Лауреати
| Рік  | Лауреат                                                               | Обґрунтування нагороди |
| ---- | --------------------------------------------------------------------- | --- |
| 1953 | Вільям Бредфорд Шоклі                                                 | За внесок у фізику напівпровідників Оригінальний текст (англ.) [«For contributions to the physics of semiconductors»] Помилка: {{Lang}}: не вказано код мови (допомога) |
| 1954 | Джон Бардін                                                           | За внесок у фізику поверхонь напівпровідників Оригінальний текст (англ.) [«For contributions to the physics of semiconductor surfaces»] Помилка: {{Lang}}: не вказано код мови (допомога) |
| 1955 | LeRoy Apker                                                           | За внесок у розуміння енергії збудження в кристалах Оригінальний текст (англ.) [«For contributions to the understanding of excitation energy in crystals»] Помилка: {{Lang}}: не вказано код мови (допомога) |
| 1956 | Кліффорд Шалл                                                         | За його роботу над застосуванням дифракції нейтронів для дослідження структур твердих тіл, зокрема магнітних твердих тіл Оригінальний текст (англ.) [«For his work on applications of neutron diffraction to investigate the structures of solids, particularly those of magnetic solids»] Помилка: {{Lang}}: не вказано код мови (допомога) |
| 1957 | Чарльз Кіттель                                                        | За роботу із застосування методів магнітного резонансу до дослідження електронної структури твердих тіл Оригінальний текст (англ.) [«For his work on applications of magnetic resonance methods to investigations of the electronic structure of solids»] Помилка: {{Lang}}: не вказано код мови (допомога) |
| 1958 | Ніколас Бломберген                                                    | За дослідження магнітного резонансу, як ядерного, так і електронного, та його використання в дослідженні твердих тіл, рідин і газів Оригінальний текст (англ.) [«For his studies of magnetic resonance, both nuclear and electronic and of its uses in the investigation of solids, liquids and gases»] Помилка: {{Lang}}: не вказано код мови (допомога) |
| 1959 | Коньєрс Геррінг                                                       | За його інтерпретацію транспортних властивостей напівпровідників Оригінальний текст (англ.) [«For his interpretation of the transport properties of semiconductors»] Помилка: {{Lang}}: не вказано код мови (допомога) |
| 1960 | Бенджамін Лакс                                                        | За фундаментальний внесок у мікрохвильову та інфрачервону спектроскопію напівпровідників Оригінальний текст (англ.) [«For his fundamental contributions in microwave and infrared spectroscopy of semiconductors»] Помилка: {{Lang}}: не вказано код мови (допомога) |
| 1961 | Вальтер Кон                                                           | За розширення та з'ясування основ електронної теорії твердого тіла Оригінальний текст (англ.) [«For his extension and elucidation of the foundations of the electron theory of solids»] Помилка: {{Lang}}: не вказано код мови (допомога) |
| 1962 | Бертрам Брокгауз                                                      | За видатний внесок у дослідження розсіювання нейтронів плазми та спектрів спінових хвиль у твердих тілах Оригінальний текст (англ.) [«For his outstanding contributions to the neutron scattering studies of plasma and spin-wave spectra in solids»] Помилка: {{Lang}}: не вказано код мови (допомога) |
| 1963 | Вільям Фейрбенк                                                       | За його роботу над властивостями 3Не і особливо за участь в експериментальному відкритті квантування потоку в надпровідниках Оригінальний текст (англ.) [«For his work on the properties of He3 and especially for his part in the experimental discovery of flux quantization in superconductors»] Помилка: {{Lang}}: не вказано код мови (допомога) |
| 1964 | Філіп Андерсон                                                        | За його внесок у вивчення багатотільних та суперобмінних взаємодій, які привели до нових теоретичних уявлень про надпровідність, рідкий 3Не, плазмони та магетизм Оригінальний текст (англ.) [«For his contribution concerning many-body and superexchange interactions, which have led to a new theoretical in-sights into superconductivity, liquid 3Не, plasmons and magetism»] Помилка: {{Lang}}: не вказано код мови (допомога) |
| 1965 | Айвар Джайєвер                                                        | За те, що вперше застосував тунелювання електронів у вивченні енергетичної щілини в надпровідниках і за демонстрацію потужності цього методу Оригінальний текст (англ.) [«For being first to use electron tunneling in the study of the energy gap in super-conductors and for demonstrating the power of this technique»] Помилка: {{Lang}}: не вказано код мови (допомога) |
| 1966 | Теодор Майман                                                         | За те, що вперше експериментально продемонстрував генерування та підсилення оптичного випромінювання в твердих кристалах за допомогою стимульованого випромінювання Оригінальний текст (англ.) [«For having been the first to demonstrate experimentally the generation and amplification of optical radiation in solid crystals by stimulated emissions»] Помилка: {{Lang}}: не вказано код мови (допомога) |
| 1967 | Гаррі Джордж Дрікамер                                                 | За експериментальну винахідливість, оригінальність і фізичне розуміння, що призвело до значних результатів щодо впливу екстремальних тисків на електронну та молекулярну структуру твердих тіл Оригінальний текст (англ.) [«For experimental inventiveness, originality and physical insight leading to significant results on the effects of extreme pressures on the electronic and molecular structure of solids»] Помилка: {{Lang}}: не вказано код мови (допомога) |
| 1968 | Джон Роберт Шріффер                                                   | За внесок у теорію багатьох частинок та її застосування до інтерпретації експериментів, особливо в галузі надпровідності Оригінальний текст (англ.) [«For his contributions to many-body theory and its application to the interpretation of experiments, especially in the field of superconductivity»] Помилка: {{Lang}}: не вказано код мови (допомога) |
| 1969 | Джон Гопфілд Девід Гілберт Томас                                      | За їхню спільну роботу, яка поєднує теорію та експеримент, яка просунула розуміння взаємодії світла з твердими тілами Оригінальний текст (англ.) [«For their joint work combining theory and experiment which has advanced the understanding of the interaction of light with solids»] Помилка: {{Lang}}: не вказано код мови (допомога) |
| 1970 | Теодор Генрі Гебалле Бернд Т. Маттіас                                 | За їхні спільні експериментальні дослідження надпровідності, які кинули виклик теоретичним уявленням та відкрили технологію надпровідників сильного поля Оригінальний текст (англ.) [«For their joint experimental investigations of superconductivity which have challenged theoretical understanding and opened up the technology of high field superconductors»] Помилка: {{Lang}}: не вказано код мови (допомога) |
| 1971 | Ервін Хан                                                             | За дослідження перехідної реакції твердих тіл під дією електромагнітних імпульсів Оригінальний текст (англ.) [«For his study of the transient response of solids under the action of electromagnetic pulses»] Помилка: {{Lang}}: не вказано код мови (допомога) |
| 1972 | Джеймс Чарлз Філліпс                                                  | За його синтез теоретичних і емпіричних знань про зонні структури та оптичні властивості, а також за використання цього розуміння для об'єднання фізичних і хімічних підходів до кристалічного зв'язку Оригінальний текст (англ.) [«For his synthesis of theoretical and empirical knowledge of band structures and optical properties, and for his use of this understanding to unify the physical and chemical approaches to crystalline bonding»] Помилка: {{Lang}}: не вказано код мови (допомога) |
| 1973 | Ґен Шайрін                                                            | За великий внесок у розуміння структурних фазових переходів за допомогою непружного розсіювання нейтронів Оригінальний текст (англ.) [«For his broad contributions to the understanding of structural phase transitions by means of inelastic neutron scattering»] Помилка: {{Lang}}: не вказано код мови (допомога) |
| 1974 | Майкл Тінкем                                                          | За експериментальні дослідження електромагнітних властивостей надпровідників Оригінальний текст (англ.) [«For his experimental investigations of the electromagnetic properties of superconductors»] Помилка: {{Lang}}: не вказано код мови (допомога) |
| 1975 | Альберт Овергаузер                                                    | За винахід динамічної ядерної поляризації та за стимулювання, забезпеченого його дослідженнями, нестабільностей металічного стану Оригінальний текст (англ.) [«For his invention of dynamic nuclear polarization and for the stimulation provided by his studies of instabilities of the metallic state»] Помилка: {{Lang}}: не вказано код мови (допомога) |
| 1976 | Джордж Фехер                                                          | За розробку електронно-ядерного подвійного резонансу та застосування спінового резонансу до широкого кола проблем фізики конденсованого середовища Оригінальний текст (англ.) [«For his development of electron nuclear double resonance, and the application of spin resonance to a wide range of problems in the physics of condensed matter»] Помилка: {{Lang}}: не вказано код мови (допомога) |
| 1977 | Лео Каданофф                                                          | За його внесок у концептуальне розуміння фазових переходів і в теорію критичних явищ Оригінальний текст (англ.) [«For his contributions to the conceptual understanding of the phase transitions and to the theory of critical phenomena»] Помилка: {{Lang}}: не вказано код мови (допомога) |
| 1978 | George D. Watkins                                                     | За видатний внесок у розуміння радіаційно-індукованих дефектів у напівпровідниках шляхом творчого використання експериментальних методів і теоретичних моделей Оригінальний текст (англ.) [«For outstanding contributions to the understanding of radiation-induced defects in semiconductors by the imaginative use of experimental techniques and theoretical models»] Помилка: {{Lang}}: не вказано код мови (допомога) |
| 1979 | Марвін Коен                                                           | Для своєчасні пояснення та нові передбачення електронних властивостей твердих тіл на основі творчого використання квантово-механічних розрахунків Оригінальний текст (англ.) [«For timely explanations and novel predictions of electronic properties of solids through the imaginative use of quantum mechanical calculations»] Помилка: {{Lang}}: не вказано код мови (допомога) |
| 1980 | Дін Істмен Вільям Спайсер                                             | За ефективний розвиток та застосування фотоелектронної спектроскопії як незамінного інструменту дослідження об'ємної та поверхневої електронної структури твердих тіл Оригінальний текст (англ.) [«For their effective development and application of photoelectron spectroscopy as an indispensable tool for study of bulk and surface electronic structure of solids»] Помилка: {{Lang}}: не вказано код мови (допомога) |
| 1981 | Девід Морріс Лі Роберт Колман Річардсон Дуглас Ошеров                 | За відкриття та новаторські дослідження надплинних фаз He3 Оригінальний текст (англ.) [«For their discovery and pioneering research on the superfluid phases of He3»] Помилка: {{Lang}}: не вказано код мови (допомога) |
| 1982 | Бертран Гальперін                                                     | За його внесок у розуміння змін речовини при фазових переходах, особливо явищ, що відбуваються в магнітах, надпровідниках і двовимірних твердих тілах Оригінальний текст (англ.) [«For his contributions to the understanding of the changes in matter at phase transitions, especially phenomena occur-ring in magnets, superconductors, and two dimensional solids»] Помилка: {{Lang}}: не вказано код мови (допомога) |
| 1983 | Алан Гігер                                                            | За його дослідження провідних полімерів і органічних твердих речовин, і зокрема за лідерство у розумінні властивостей квазі-одновимірних провідників Оригінальний текст (англ.) [«For his studies of conducting polymers and organic solids, and in particular for his leadership in our understanding of the properties of quasi-one-dimensional conductors»] Помилка: {{Lang}}: не вказано код мови (допомога) |
| 1984 | Денієл Цуї Горст Штермер Arthur Gossard                               | За відкриття дробового квантового ефекту Холла Оригінальний текст (англ.) [«For the discovery of the fractional quantized Hall effect»] Помилка: {{Lang}}: не вказано код мови (допомога) |
| 1985 | Robert Otto Pohl                                                      | За новаторську роботу з низьких енергетичних збуджень в аморфних матеріалах і постійні важливі внески у розуміння теплового транспорту в твердих тілах Оригінальний текст (англ.) [«For his pioneering work on low energy excitations in amorphous materials and continued important contributions to the understanding of thermal transport in solids»] Помилка: {{Lang}}: не вказано код мови (допомога) |
| 1986 | Роберт Лафлін                                                         | За його внесок у наше розуміння квантового ефекту Холла Оригінальний текст (англ.) [«For his contributions to our understanding of the quantized Hall effect»] Помилка: {{Lang}}: не вказано код мови (допомога) |
| 1987 | Robert J. Birgeneau                                                   | За використання експериментів з розсіювання нейтронів та рентгенівських променів для визначення фаз і фазових переходів систем низької розмірності Оригінальний текст (англ.) [«For his use of neutron and x-ray scattering experiments to determine the phases and phase transitions of low dimensional systems»] Помилка: {{Lang}}: не вказано код мови (допомога) |
| 1988 | Frank F. Fang Алан Фаулер Phillip J. Stiles                           | За серію новаторських експериментів, які привели до фундаментальних відкриттів у вивченні явищ двовимірного транспорту електронів у кремнієвих інверсійних шарах Оригінальний текст (англ.) [«For a series of pioneering experiments which led to fundamental discoveries in the study of two dimensional electron transport phenomena in silicon inversion layers»] Помилка: {{Lang}}: не вказано код мови (допомога) |
| 1989 | Hellmut Fritzsche                                                     | За його основоположні дослідження провідності зони домішок біля переходу метал-ізолятор і його лідерство в сучасному розумінні аморфних напівпровідників Оригінальний текст (англ.) [«For his seminal transport studies of impurity band conduction near the metal-insulator transition and his leadership in our understanding of amorphous semi-conductors»] Помилка: {{Lang}}: не вказано код мови (допомога) |
| 1990 | David F. Edwards                                                      | За основний внесок у фізику поверхонь сумішей He3-He4 рідкого та твердого гелію, а також спінових хвиль у рідкому He3 Оригінальний текст (англ.) [«For central contributions to the physics of He3 - He4 mixtures of liquid and solid helium surfaces, and of spin waves in liquid He3»] Помилка: {{Lang}}: не вказано код мови (допомога) |
| 1991 | Patrick A. Lee                                                        | За його новаторський внесок у теорію електронних властивостей твердих тіл, особливо сильно взаємодіючих і невпорядкованих речовин Оригінальний текст (англ.) [«For his innovative contributions to the theory of electronic properties of solids, especially of strongly interacting and disordered materials»] Помилка: {{Lang}}: не вказано код мови (допомога) |
| 1992 | Richard A. Webb                                                       | За відкриття універсальних флуктуацій провідності та h/e-ефекту Ааронова Бома в дрібних невпорядкованих металевих провідниках, а також його провідну роль у з'ясуванні фізики мезоскопічної системи Оригінальний текст (англ.) [«For his discovery of universal conductance fluctuations and the h/e Aharonov Bohm effect in small disordered metallic conductors, and his leadership role in elucidating the physics of mesoscopic system»] Помилка: {{Lang}}: не вказано код мови (допомога) |
| 1993 | Данкан Галдейн                                                        | За внесок у теорію низьковимірних квантових систем Оригінальний текст (англ.) [«For his contribution to the theory of low dimensional quantum systems»] Помилка: {{Lang}}: не вказано код мови (допомога) |
| 1994 | Aron Pinczuk                                                          | — |
| 1995 | Rolf Landauer                                                         | За новаторське використання підходу теорії розсіювання до аналізу та моделювання електронного транспорту Оригінальний текст (англ.) [«For his invention of the scattering theory approach to the analysis and modeling of electronic transport»] Помилка: {{Lang}}: не вказано код мови (допомога) |
| 1996 | Charles Pence Slichter                                                | За його оригінальне та творче застосування методів магнітного резонансу для з'ясування мікроскопічних властивостей систем конденсованого середовища, включаючи, зокрема, надпровідники Оригінальний текст (англ.) [«For his original and creative applications of the magnetic resonance techniques to elucidate the microscopic properties of condensed matter systems including, especially, superconductors»] Помилка: {{Lang}}: не вказано код мови (допомога) |
| 1997 | James S. Langer                                                       | За внесок у теорію кінетики фазових переходів, зокрема у застосуванні до зародження та росту дендритів Оригінальний текст (англ.) [«For contributions to the theory of the kinetics of phase transitions particularly as applied to nucleation and dendritic growth»] Помилка: {{Lang}}: не вказано код мови (допомога) |
| 1998 | Dale J. Van Harlingen Donald Ginsberg John R. Kirtley Chang C. Tsuei  | Для використання фазочутливих експериментів для з'ясування орбітальної симетрії парної функції у високотемпературних надпровідниках Оригінальний текст (англ.) [«For using phase-sensitive experiments in the elucidation of the orbital symmetry of the pairing function in high-Tc superconductors»] Помилка: {{Lang}}: не вказано код мови (допомога) |
| 1999 | Sidney R. Nagel                                                       | За його інноваційні дослідження невпорядкованих систем, починаючи від будівельного скла і закінчуючи гранульованими матеріалами Оригінальний текст (англ.) [«For his innovative studies of disordered systems ranging from structural glasses to granular materials»] Помилка: {{Lang}}: не вказано код мови (допомога) |
| 2000 | Gerald J. Dolan Theodore A. Fulton Marc A. Kastner                    | За новаторський внесок у створення ефектів одного електрона в мезоскопічних системах Оригінальний текст (англ.) [«For pioneering contributions to single electron effects in mesoscopic systems»] Помилка: {{Lang}}: не вказано код мови (допомога) |
| 2001 | Alan Luther Victor John Emery                                         | За фундаментальний внесок у теорію взаємодії електронів в одному вимірі Оригінальний текст (англ.) [«For fundamental contribution to the theory of interacting electrons in one dimension»] Помилка: {{Lang}}: не вказано код мови (допомога) |
| 2002 | Джайнендра Джайн Nicholas Read Robert Willett                         | За теоретичну та експериментальну роботу зі створення моделі складених ферміонів для напівзаповненого рівня Ландау та інших квантованих холлівських систем Оригінальний текст (англ.) [«For theoretical and experimental work establishing the composite fermion model for the half-filled Landau level and other quantized Hall systems»] Помилка: {{Lang}}: не вказано код мови (допомога) |
| 2003 | Борис Альтшулер                                                       | За фундаментальний внесок у розуміння квантової механіки електронів у випадкових потенціалах і обмежених геометріях, включаючи новаторську роботу щодо взаємовпливу взаємодій і безладу Оригінальний текст (англ.) [«For fundamental contributions to the understanding of the quantum mechanics of electrons in random potentials and confined geometries, including pioneering work on the interplay of interactions and disorder»] Помилка: {{Lang}}: не вказано код мови (допомога) |
| 2004 | David Robert Nelson Tom C. Lubensky                                   | За основоположний внесок у теорію систем конденсованого стану, включаючи передбачення та з'ясування властивостей нових, частково впорядкованих фаз складних матеріалів Оригінальний текст (англ.) [«For seminal contributions to the theory of condensed matter systems including the prediction and elucidation of the properties of new, partially ordered phases of complex materials»] Помилка: {{Lang}}: не вказано код мови (допомога) |
| 2005 | Девід Авшалом Міріам Сарачик Gabriel Aeppli                           | За фундаментальний внесок в експериментальні дослідження квантової спінової динаміки та спінової когерентності в системах конденсованого стану Оригінальний текст (англ.) [«For fundamental contributions to experimental studies of quantum spin dynamics and spin coherence in condensed matter systems»] Помилка: {{Lang}}: не вказано код мови (допомога) |
| 2006 | Noel A. Clark Robert B. Meyer                                         | За новаторський експериментальний і теоретичний внесок у фундаментальну науку та застосування рідких кристалів, зокрема їхні сегнетоелектричних та хіральних властивостей Оригінальний текст (англ.) [«For groundbreaking experimental and theoretical contributions to the fundamental science and applications of liquid crystals, particularly their ferroelectric and chiral properties»] Помилка: {{Lang}}: не вказано код мови (допомога) |
| 2007 | Аллан Макдональд James P. Eisenstein Steven Girvin                    | За фундаментальні експериментальні та теоретичні дослідження корельованих багатоелектронних станів у системах низької розмірності Оригінальний текст (англ.) [«For fundamental experimental and theoretical research on correlated many-electron states in low dimensional systems»] Помилка: {{Lang}}: не вказано код мови (допомога) |
| 2008 | Мілдред Дресселгауз                                                   | За новаторський внесок у розуміння електронних властивостей матеріалів, особливо нових форм вуглецю Оригінальний текст (англ.) [«For pioneering contributions to the understanding of electronic properties of materials, especially novel forms of carbon»] Помилка: {{Lang}}: не вказано код мови (допомога) |
| 2009 | Jagadeesh Moodera Paul Tedrow Robert Meservey Терунобу Міядзакі       | За новаторську роботу в галузі спін-залежного тунелювання та за застосування цих явищ у галузі магнітоелектроніки Оригінальний текст (англ.) [«For pioneering work in the field of spin-dependent tunneling and for the application of these phenomena to the field of magnetoelectronics»] Помилка: {{Lang}}: не вказано код мови (допомога) |
| 2010 | Alan Lindsay Mackay Dov Levine Пол Стейнхардт                         | За новаторський внесок у теорію квазікристалів, включаючи передбачення їхньої дифракційної картини Оригінальний текст (англ.) [«For pioneering contributions to the theory of quasicrystals, including the prediction of their diffraction pattern»] Помилка: {{Lang}}: не вказано код мови (допомога) |
| 2011 | Juan Carlos Campuzano Peter Johnson Zhi-Xun Shen                      | За інновації в фотоемісійній спектроскопії з кутовою роздільною здатністю, які покращили розуміння купратних надпровідників і трансформували дослідження сильнокорельованих електронних систем Оригінальний текст (англ.) [«For innovations in angle-resolved photoemission spectroscopy, which advanced the understanding of the cuprate superconductors, and transformed the study of strongly-correlated electronic systems»] Помилка: {{Lang}}: не вказано код мови (допомога) |
| 2012 | Чарлз Кейн Лоуренс Моленкамп Чжан Шоучен                              | За теоретичне передбачення та експериментальне спостереження квантового спінового ефекту Холла, започаткування галузі топологічних ізоляторів Оригінальний текст (англ.) [«For the theoretical prediction and experimental observation of the quantum spin Hall effect, opening the field of topological insulators»] Помилка: {{Lang}}: не вказано код мови (допомога) |
| 2013 | John Slonczewski Luc Berger                                           | За передбачення спін-трансферного моменту та створення галузі струмоіндуктивного керування магнітними наноструктурами Оригінальний текст (англ.) [«For predicting spin-transfer torque and opening the field of current-induced control over magnetic nanostructures»] Помилка: {{Lang}}: не вказано код мови (допомога) |
| 2014 | Philip Kim                                                            | За відкриття незвичайних електронних властивостей графену Оригінальний текст (англ.) [«For his discoveries of unconventional electronic properties of graphene»] Помилка: {{Lang}}: не вказано код мови (допомога) |
| 2015 | Aharon Kapitulnik Allen Goldman Arthur F. Hebard Matthew P. A. Fisher | За відкриття та новаторські дослідження переходу надпровідник-ізолятор, парадигми квантових фазових переходів Оригінальний текст (англ.) [«For discovery and pioneering investigations of the superconductor-insulator transition, a paradigm for quantum phase transitions»] Помилка: {{Lang}}: не вказано код мови (допомога) |
| 2016 | Елі Яблонович                                                         | За основоположні досягнення в галузі сонячних елементів і лазерів з напруженими квантовими ямами, а особливо за створення галузі фотонних кристалів, що охоплює як фундаментальну науку, так і практичне застосування цієї науки Оригінальний текст (англ.) [«For seminal achievements in solar cells and strained quantum well lasers, and especially for creating the field of photonic crystals, spanning both fundamental science and practical applications of that science»] Помилка: {{Lang}}: не вказано код мови (допомога) |
| 2017 | Олексій Китаєв Сяо-Ган Вень                                           | За теорії топологічного порядку та їх наслідки у широкому діапазоні фізичних систем Оригінальний текст (англ.) [«For theories of topological order and its consequences in a broad range of physical systems»] Помилка: {{Lang}}: не вказано код мови (допомога) |
| 2018 | Пол Чайкін                                                            | За новаторські внески, які відкрили нові напрямки в галузі фізики м'яких конденсованих речовин завдяки інноваційним дослідженням колоїдів, полімерів і пакування Оригінальний текст (англ.) [«For pioneering contributions that opened new directions in the field of soft condensed matter physics through innovative studies of colloids, polymers, and packing»] Помилка: {{Lang}}: не вказано код мови (допомога) |
| 2019 | Олексій Ефрос Борис Шкловський Еліу Абрагамс                          | За піонерські дослідження фізики невпорядкованих матеріалів і стрибкової провідності Оригінальний текст (англ.) [«For pioneering research in the physics of disordered materials and hopping conductivity»] Помилка: {{Lang}}: не вказано код мови (допомога) |
| 2020 | Пабло Харільо-Ерреро                                                  | За відкриття надпровідності у скрученому двошаровому графені Оригінальний текст (англ.) [«For the discovery of superconductivity in twisted bilayer graphene»] Помилка: {{Lang}}: не вказано код мови (допомога) |
| 2021 | Моті Гейблюм                                                          | За відкриття, здійснені геніальними експериментальними методами, нових квантових електронних явищ у мезоскопічних і квантових системах Холла, включаючи спостереження та інтерпретацію одноелектронної та двоелектронної інтерференції, фракціонування заряду та квантовану теплопровідність у дробових холлівських станах Оригінальний текст (англ.) [«For discoveries, enabled by ingenious experimental methods, of novel quantum electronic phenomena in mesoscopic and quantum Hall systems, including observation and interpretation of one-electron and two-electron interference, charge fractionalization, and quantized heat conductance in fractional Hall states»] Помилка: {{Lang}}: не вказано код мови (допомога) |
| 2022 | Еммануель Рашба Джин Дрессельгауз                                     | За новаторські дослідження спін-орбітального зв'язку в кристалах, зокрема за фундаментальне відкриття хіральних спін-орбітальних взаємодій, які продовжують сприяти новим розробкам у галузі спінового транспорту та топологічних матеріалів Оригінальний текст (англ.) [«For pioneering research on spin-orbit coupling in crystals, particularly the foundational discovery of chiral spin-orbit interactions, which continue to enable new developments in spin transport and topological materials»] Помилка: {{Lang}}: не вказано код мови (допомога) |
| 2023 | Алі Ядзані J. C. Séamus Davis                                         | За інноваційні застосуванн скануючої тунельної мікроскопії та спектроскопії до складних квантових станів речовини Оригінальний текст (англ.) [«For innovative applications of scanning tunneling microscopy and spectroscopy to complex quantum states of matter»] Помилка: {{Lang}}: не вказано код мови (допомога) |
| 2024 | Ешвін Вішванат Xue Qikun                                              | За новаторські теоретичні та експериментальні дослідження колективних електронних властивостей матеріалів, що відображають топологічні аспекти їх зонної структури Оригінальний текст (англ.) [«For groundbreaking theoretical and experimental studies on the collective electronic properties of materials that reflect topological aspects of their band structure»] Помилка: {{Lang}}: не вказано код мови (допомога) |